# Zbiranje sredstev za Ukrajino med rusko invazijo na Ukrajino (2022)
Ko je Rusija 24. februarja 2022 napadla Ukrajino, so se pojavile številne zasebne in nevladne kampanje zbiranja sredstev za boj proti ruski invaziji in pomoč Ukrajincem v vojni krizi.
Aprila 2022 je ukrajinski Forbes poskušal oceniti prizadevanja za zbiranje sredstev in sestavil seznam različnih posameznih in skupinskih pobud, ki so zbirale denar in humanitarno pomoč za pomoč Ukrajini. 10 najboljših pobud od začetka aprila 2022 za zbiranje sredstev po ukrajinskem Forbesu od začetka:
1. Vrni se živ
Ukrajinski javni sklad za podporo oboroženim silam Ukrajine je zbral 114 milijonov dolarjev. Sklad je specializiran za nakup zaščitne osebne vojaške opreme: neprebojnih jopičev, čelad, avtomobilov, nesmrtonosnega orožja in komunikacijskih sredstev.
2. Pobuda za zbiranje sredstev Mile Kunis in Ashtona Kutcherja
Hollywoodska igralca sta uspela zbrati 35,7 milijona dolarjev. Sredstva se prenesejo na Flexport in Airbnb. Flexport organizira dostavo humanitarne pomoči na begunske lokacije na Poljskem, v Romuniji, na Madžarskem, Slovaškem in v Moldaviji.
3. Dobrodelna fundacija Razom
V prvih nekaj tednih vojne so zbrali 21 milijonov dolarjev. Sklad so v začetku leta 2014 ustanovili Ukrajinci, ki živijo v New Yorku. 24. februarja 2022 je Razom ustavil vse projekte in se osredotočil samo na najnujnejšo ključno humanitarno pomoč za Ukrajino.
4. Dobrodelna fundacija Kijevska šola ekonomije (Fundacija KSE)
Zbrali so 18 milijonov dolarjev. Sredstva se porabijo za nakup neprebojnih jopičev, zdravil in humanitarne pomoči.
5. Nova Ukrajina, ameriška neprofitna organizacija
Neprofitno organizacijo Nova Ukrajina so leta 2014 ustanovili ukrajinski Američani. Cilj je bil pomagati pri izgradnji porevolucionarne države. V predvojnih letih so zbrali od 300.000 do 400.000 dolarjev na leto za pomoč ukrajinskim dobrodelnim ustanovam in kulturnim pobudam. V prvih 40 dneh vojne je Nova Ukrajina zbrala več kot 15 milijonov dolarjev za pomoč z zdravili in različno humanitarno pomočjo obleganim ukrajinskim mestom, beguncem in prostovoljcem.
6. Help Ukraine.cemter
Zbrala je 7,9 milijona evrov in pomaga pri logistiki humanitarne pomoči. Center so 25. februarja soustvarili ukrajinski poslovneži Andri Stavnicer (ustanovitelj TIS), Vladislav Čečotkin (ustanovitelj Rozetka), Vjačeslav Klimov in Volodimir Kostelman (soustanovitelj Nove Pošte). Odločili so se za organizacijo logistike humanitarne in zdravstvene oskrbe. Na podlagi te ideje je nastal center, ki zbira pomoč v treh mestih, Lublinu in Helmu na Poljskem ter Hușiju v Romuniji.
7. Fundacija Serhiy Prytula
Zbrala je več kot 6,8 milijona dolarjev ali 200 milijonov griven (na podlagi odprtih podatkov, saj sklad ni navedel konsolidirane številke). Sredstva so namenjena pomoči vojski.
8. Organizacija za človekove pravice Vostok SOS
Zbrala je 4,3 milijona dolarjev (126 milijonov griven). Organizacija za človekove pravice Vostok SOS že osem let nudi pomoč žrtvam vojne na vzhodu Ukrajine. Od 24. februarja do 31. marca je organizacija kupila več kot 1000 ton humanitarne pomoči. Ta zajema nakup in distribucija hrane, higienskih izdelkov, zdravil, generatorjev, spalnih zalog, goriva za evakuacijo, gradbenega materiala za popravilo razbitih oken, gospodinjskih in vodovodnih napeljav za strnjena naselja in sprejemne centre za begunce.
9. Fundacija Glasovi otrok
Zbrala je 2,3 milijona dolarjev (68,3 milijona griven), ki so jih porabili za humanitarno in psihološko pomoč otrokom in staršem. Sklad zbira tudi humanitarno pomoč in zagotavlja gorivo za vozila za evakuacijo. Takšno pomoč je prejelo več kot 6000 ljudi.
10. Nevladna organizacija SOS Army
Zbrala je 2,3 milijona dolarjev (približno 68 milijonov griven). Zbrana sredstva gredo v pomoč vojski. Trenutno deluje na področjih zagotavljanja specifične programske opreme Mapa in Kropja (nabor zemljevidov za topništvo) ukrajinski vojski, proizvajanje brezpilotnega letala Valkyrie ter kupovanja mobilnih sistemov za elektronsko obveščanje. V tem času je organizacija nabavila tudi avtomobile, termovizijske naprave, naprave za nočno opazovanje, čelade, neprebojne jopiče, komplete prve pomoči, kable, napajalnike, generatorje in 20 kompletov satelitskega interneta Starlink.
Med drugimi pomembnimi pobudami, ki niso navedene na Forbesovi lestvici, so: Kripto sklad za Ukrajino, ki sta ga ustvarila kriptovalutna borza Kuna.io in Ministrstvo za digitalno transformacijo . V prvih dveh mesecih vojne je zbral več kot 100 milijonov dolarjev. Podoben sklad je tudi Pomoč Ukrajini, ki zbira kriptovalutne prispevke za vojsko. Od začetka je pobuda zbrala več kot 60 milijonov dolarjev, od tega je bilo 45 milijonov porabljenih za komplete prve pomoči, piškote, neprebojne jopiče in druge nakupe za oborožene sile. Sklad so ustanovile blokverižne družbe Everstake, Kuna.io in FTX s podporo Ministrstva za digitalno transformacijo Ukrajine.